# Bass Rush: ECOGEAR Powerworm Championship
Bass Rush: ECOGEAR Powerworm Championship (バスラッシュ～ECOGEAR PowerWorm Championship～) és un videojoc de pesca per la Nintendo 64. Només es va llançar al Japó l'any 2000.